# Várzea da Ovelha e Aliviada
A Freguesia de Várzea da Ovelha e Aliviada foi uma freguesia portuguesa do Município de Marco de Canaveses, com 14,33 km² de área e 2 169 habitantes (2011). Densidade: 151,4 hab/km².
Foi extinta (agregada) pela reorganização administrativa de 2013, sendo o seu território integrado na freguesia de Várzea, Aliviada e Folhada.

## População
| População da freguesia de Várzea da Ovelha e Aliviada | População da freguesia de Várzea da Ovelha e Aliviada | População da freguesia de Várzea da Ovelha e Aliviada | População da freguesia de Várzea da Ovelha e Aliviada | População da freguesia de Várzea da Ovelha e Aliviada | População da freguesia de Várzea da Ovelha e Aliviada | População da freguesia de Várzea da Ovelha e Aliviada | População da freguesia de Várzea da Ovelha e Aliviada | População da freguesia de Várzea da Ovelha e Aliviada | População da freguesia de Várzea da Ovelha e Aliviada | População da freguesia de Várzea da Ovelha e Aliviada | População da freguesia de Várzea da Ovelha e Aliviada | População da freguesia de Várzea da Ovelha e Aliviada | População da freguesia de Várzea da Ovelha e Aliviada | População da freguesia de Várzea da Ovelha e Aliviada |
| ----------------------------------------------------- | ----------------------------------------------------- | ----------------------------------------------------- | ----------------------------------------------------- | ----------------------------------------------------- | ----------------------------------------------------- | ----------------------------------------------------- | ----------------------------------------------------- | ----------------------------------------------------- | ----------------------------------------------------- | ----------------------------------------------------- | ----------------------------------------------------- | ----------------------------------------------------- | ----------------------------------------------------- | ----------------------------------------------------- |
| 1864                                                  | 1878                                                  | 1890                                                  | 1900                                                  | 1911                                                  | 1920                                                  | 1930                                                  | 1940                                                  | 1950                                                  | 1960                                                  | 1970                                                  | 1981                                                  | 1991                                                  | 2001                                                  | 2011                                                  |
| 1 634                                                 | 1 599                                                 | 1 742                                                 | 1 886                                                 | 1 992                                                 | 1 990                                                 | 1 634                                                 | 2 369                                                 | 2 256                                                 | 2 208                                                 | 2 399                                                 | 2 296                                                 | 2 277                                                 | 2 294                                                 | 2 169                                                 |

| Distribuição da População por Grupos Etários | Distribuição da População por Grupos Etários | Distribuição da População por Grupos Etários | Distribuição da População por Grupos Etários | Distribuição da População por Grupos Etários | Distribuição da População por Grupos Etários | Distribuição da População por Grupos Etários | Distribuição da População por Grupos Etários | Distribuição da População por Grupos Etários | Distribuição da População por Grupos Etários |
| -------------------------------------------- | -------------------------------------------- | -------------------------------------------- | -------------------------------------------- | -------------------------------------------- | -------------------------------------------- | -------------------------------------------- | -------------------------------------------- | -------------------------------------------- | -------------------------------------------- |
| Ano                                          | 0-14 Anos                                    | 15-24 Anos                                   | 25-64 Anos                                   | > 65 Anos                                    |                                              | 0-14 Anos                                    | 15-24 Anos                                   | 25-64 Anos                                   | > 65 Anos                                    |
| 2001                                         | 471                                          | 346                                          | 1 161                                        | 316                                          |                                              | 20,5%                                        | 15,1%                                        | 50,6%                                        | 13,8%                                        |
| 2011                                         | 349                                          | 287                                          | 1 190                                        | 343                                          |                                              | 16,1%                                        | 13,2%                                        | 54,9%                                        | 15,8%                                        |

## Caracterização
O património histórico e etnográfico desta antiga freguesia é de grande riqueza.
Dele salientam-se o Castro de Pinheiro, reduto arqueológico de extrema importância, a Igreja Matriz de Várzea da Ovelha datada do século XV e de arquitectura românica, o Solar do Cabo dos Condes de Leiria do século XVII, com a capela dedicada a São João Baptista, a Casa do Pinheiro, o Solar das Nogueiras e a Casa da Botica.
Com efeito, juntamente com os seus parques naturais, o rio Ovelha e o rio Tâmega, o artesanato e as actividades de caça e de pesca, o espólio monumental da antiga freguesia poderia ser preservado e aproveitado para fins turísticos. Neste aspecto, Várzea da Ovelha tem recantos de aldeia rural com um valor patrimonial único que devia estar melhor preservado e mais divulgado.

## Personalidades
Foi em Várzea de Ovelha e Aliviada que nasceu Carmen Miranda, a "Pequena Notável". A casa onde nasceu e viveu até partir para o Brasil com a família ainda existe e conserva ainda a cama onde a cantora nasceu.